# Canale di Heusden
Il canale di Heusden (in olandese: Heusdensch Kanaal) è un canale artificiale dei Paesi Bassi nel bacino del delta del Reno, della Mosa e della Schelda, nelle province della Gheldria e del Brabante Settentrionale, approssimativamente tra Wijk en Aalburg e Heusden. Il canale, che è lungo circa 2,3 km e sul quale si trova la chiusa Kromme Nolkering, mette in comunicazione l'Afgedamde Maas col Bergse Maas. Il canale, originariamente era utilizzato per mettere in comunicazione la città di Heusden col ramo principale della Mosa. Più tardi, quando il ramo della Afgedamde Maas fu chiuso in favore della Bergse Maas, il canale fu utilizzato per connettere queste ultime, mantenendo una connessione navigabile tra i due rami della Mosa.